# 松尾雄治のMONDAY FREE KICK
松尾雄治のMONDAY FREE KICK（まつおゆうじのマンデーフリーキック）は、アール・エフ・ラジオ日本で毎週月曜日の18:30～21:00(JST)に放送されていたラジオのトーク番組である。2008年3月24日放送終了。

## 出演者
- 松尾雄治、坪内千恵子